# Samsung Wave 723
Samsung GT-S7230 Wave 723 — смартфон компании Samsung Electronics, работающий на мобильной платформе bada 1.1.

## Дизайн и конструкция
Samsung Wave 723 представляет собой небольшой моноблок с большим сенсорным экраном. Он хорошо лежит в руке и сделан из практичных материалов. В частности, задняя крышка, как во флагмане Samsung Wave сделана из металла, что делает телефон более устойчивым к падениям. Также для данной модели имеется тканевая накладка на экран, которая защищает дисплей от царапин.

## Характеристика
Хоть смартфон и является частью бюджетной линии, он может оказаться хорошей альтернативой дорогостоящего флагмана. Множество возможностей Samsung Wave, имеет Samsung Wave 723, но от флагмана его отличает мощность центрального процессора и объём оперативной памяти.

## Особенности
Телефон работает на новой OS bada 1.1 . Компания Samsung пообещала обновить смартфоны Samsung Wave 578, Samsung Wave 723, Samsung Wave 575 до bada 2.0 API, то есть больше эти модели смартфонов не будут поддерживать более позднюю OS bada. На сегодняшний день обновление до bada 2.0 API получили только Samsung Wave 723, Samsung Wave 575. Про обновление Samsung Wave 578 до bada 2.0 API — ничего не слышно. По данным Gartner, за 1 квартал 2012 года, роль bada на рынке мобильных OS выросла с 1,9 % за 2011 год на 2,7 % — 2012 года. Таким образом можно наблюдать рост популярности bada и бадафонов.